# 古川俊之
古川 俊之（ふるかわ としゆき、1931年2月7日 - 2014年10月21日）は、日本の医師・医学者。

## 略歴
大阪府堺市出身。大阪大学医学部卒、同大学院循環器内科博士課程修了、1960年医学博士。1961年阪大医学部助手、1972年講師、1975年東京大学医学部教授、1989年国立大阪病院院長。長崎県立大学学長・長崎県立公立大学法人副理事長を務めた。 1973年ベルツ賞2等賞受賞。

## 著書
- 『腎機能検査』医学書院 (日常検査の基礎知識シリーズ) 1975
- 『コンピュータ診断』共立出版 (共立医学叢書)1982
- 『機械仕掛けのホモ・サピエンス』潮出版社 1987
- 『高齢化社会の設計』1989 中公新書
- 『寿命の数理』朝倉書店 (行動計量学シリーズ 1996

### 共編著
- 『初心者のための心電図テキスト』加藤俊夫,北畠顕,福島正勝著,阿部裕共編 永井書店 1976
- 『Primary care today 実地診療必携』阿部裕共編 朝倉書店 1979
- 『多変量解析プログラムパッケージ入門』田中博共著 医学書院 1983
- 『現代が生んだ技術』編 三修社 (本田選書)1984
- 『バイオメーション革命 知性と機能を融合させる』柳田博明共著 三田出版会 (ソフトテクノロジーシリーズ 対話・1992
- 『高齢者の癌』末舛恵一共編 図説臨床「癌」シリーズメジカルビュー社 1994
- 『科学研究の大航海時代 科学者よ大志を抱け!!』責任編集 学会センター関西 1997
- 『ウェルカム・人口減少社会』藤正巖共著 2000 文春新書
- 『先端技術が拓く医工学の未来』編 アドスリー 2002

### 翻訳
- Margaret L.Dickens『体液・電解質平衡 輸液管理のためのプログラムテキスト』加藤俊夫,稲田紘共訳 永井書店 1977
- Stewart M.Brooks『体液・電解質基本ルール10章』医学書院 1982